# Zodiaco (canción)
«Zodiaco» es una canción interpretada por la banda mexicana de glam rock Moderatto, que fue lanzada para su quinto álbum titulado Queremos rock.Fue lanzado por EMI Music Teelvisa como el primer sencillo oficial del álbum en el año 2010.La canción fue escrita por Jay de la Cueva junto con Áureo Baqueiro.

## Vídeoclip
Fue filmado en el año 2009 y se publicó en YouTube hasta el año 2010. Tiene actualmente más de 29 millones de vistas hasta hoy. Se muestra a la agrupación estando en una estética-bar y algunas bailarinas haciendo coreografías bastantes sexis acompañadas de unas motos.

## Lista de canciones

### Promo CD[7]
| Zodiaco — Sencillo |           |          |  |
| N.º                | Título    | Duración |  |
| 1.                 | «Zodiaco» | 3:37     |  |

## Posicionamiento en listas
| Año  | Lista                       | Posición |
| ---- | --------------------------- | -------- |
| 2010 | 10 Años, 100 Videos (Norte) | 6        |